# Taliqizade Mehmed
Taliqizade Mehmed, né vers 1540 dans la province d'Aydın et mort vers 1600, est un secrétaire puis historiographe du divan ottoman du XVe siècle, au service de Mourad III puis de Mehmet III.
Auteur de plusieurs œuvres historiques et littéraires, ses textes, mêlant prose et poésie, offrent des descriptions précieuses des campagnes militaires ottomanes et de l'image dynastique de l'Empire à la fin du XVIe siècle.

## Éléments biographiques
Mehmed ben Mehmed el-Fenа̄ri, connu comme Taliqizade, est issu d'une famille réputée, les Fenа̄ri et son nom laisse entendre que son père devait être un expert en calligraphie de style ta’liq.
En 1562, il entre au service du prince Mourad  comme secrétaire (katib) lorsque ce dernier devient gouverneur de Manisa puis, quand ce dernier parvient au pouvoir douze ans plus tard, il entre au service de la chancellerie impériale mais est parfois détaché en province comme enregistreur de recensement (tahrir kа̄tibi). 
Entre 1583 et 1585, Taliquizade participe comme secrétaire aux campagnes militaires contre les Sévéfides au service de Ferhat-pacha Sokolović et de Özdemiroğlu Osman Pacha. En 1591, il est chargé de l'« enregistrement des événements du divan impérial » (veqayinüvis-i divan-i hümayun). Il est ensuite nommé adjoint du principal historiographe de cour (shehnämeḍji) Seyyid Loqman. 
Il remplace Loqman en 1596 auprès de Mehmed III, à la suite du refus de l'historiographe de participer à la guerre de Hongrie, et participe à deux des campagnes de cette guerre. Il occupe le poste jusqu’au environs de 1600 date vers laquelle il trouve vraisemblablement la mort à l'occasion d'une attaque tukmène dans sa ville de résidence de Denizli. Des dates plus tardives ont parfois été avancées mais semblent reposer sur des sources déficientes. Il semble que le poste de shehnämeḍji ait été aboli peu après sa révocation.

## Œuvres
Les ouvrages de sont conçus comme des œuvres littéraires raffinées, usant volontiers de métaphores, de comparaisons, de jeux de mots variés, de citations du Coran et d’autres sources arabes. Si les textes sont généralement composés en prose dans le style inşa ottoman, Taliqizade y insère volontiers des vers. Les œuvres historiques de Taliqizade contiennent en outre des éléments utiles à la compréhension de  la conduite des sièges, aux manœuvres militaires et à l’atmosphère générale de la guerre, tandis que le Şema’ilname est une source précieuse pour appréhender l’image dynastique ottomane à la fin du XVIe siècle.
On retient de Taliqizade trois œuvres avant qu'il prenne ses fonctions comme historiographe de la cour :
- Firа̄set-nа̄me, (1574-1575), une étude sur le lien entre les caractéristiques physiques d’un homme et son caractère ;
- Tebrῑziyye (1585) ;
- Gürdjistа̄n seferi (1585), un récit sur la guerre ottomano-persane.

En tant que şehnameci, on retient trois œuvres principales :
- Şemа̄'il-nа̄me-yi а̄l-i Osman (1593), une description des caractéristiques de la dynastie ottomane ;
- Şehnа̄me-i hümayun (1596), sur la campagne hongroise de Sinan Pacha.
- Egri fetḥi ta'rikhi (1598), un texte en vers sur la campagne hongroise de Mehmed III.